# Sara Carreño Valero
Sara Carreño Valero (2 de octubre de 1985) es una política española, diputada por Podemos en el Congreso durante la XI y XII legislatura.

## Biografía
Es licenciada en Administración y Dirección de Empresas por la Universidad de Oviedo y en Derecho por la UNED. Tras vivir varios años en otros países se trasladó a La Rioja, donde trabaja en la unidad de reproducción asistida de una clínica. Fue voluntaria durante años en el proyecto Alba de Cáritas. Participó en la creación del círculo de Podemos de Logroño y tras las elecciones generales de 2015 y 2016 es diputada por La Rioja en el Congreso.